# 芸貴人
芸貴人（げいきじん、？ - 嘉慶10年（1805年）7月18日）は、清の嘉慶帝の妃嬪。姓や出自は不明。

## 生涯
嘉慶9年（1804年）、外八旗の選秀（秀女選び）において、芸貴人として指名されて入宮した。『愛新覚羅宗譜・星源集慶』には「氏族未詳（氏族は不明）」と記されている。
『宮中雑件・随宮報奏底檔』によると、嘉慶10年（1805年）7月18日卯の刻（午前5時頃）、芸貴人は翊坤宮へ移されたが、7月19日寅の刻（午前3時頃）に重病となり治らず、卯の刻（午前5時頃）に翊坤宮から搬出された。葬儀後の11月23日に殯宮へ移送され、内廷の主位は吉安にある芸貴人の仮棺安置所の前で酒を供えた。12月11日に昌陵妃園寝へ埋葬された。

## 伝記資料
- 『清史稿』
- 『愛新覚羅宗譜・星源集慶』
- 『宮中雑件・随宮報奏底檔』